# Tomasz Lechociński
Tomasz Lechociński (ur. 1976 w Białymstoku) – polski grafik i pisarz specjalizujący się w fantastyce.

## Życiorys
Jest absolwentem wydziału Architektury i Urbanistyki Politechniki Białostockiej.
Jego opowiadanie Łzy Boga opublikowane w numerze 9/1995 (156) miesięcznika Nowa Fantastyka zostało wyróżnione nominacją do Nagrody im. Zajdla za rok 1995 oraz zwyciężyło w plebiscycie olsztyńskiego SFinksa w kategorii Debiut roku.
Opowiadanie zostało także wydane w jubileuszowej antologii Miłosne dotknięcie nowego wieku (Prószyński i S-ka, 1997) z okazji 15 lat Fantastyki i Nowej Fantastyki.
Pracuje jako grafik komputerowy i ilustrator.